# Schauspielhaus Graz
Pour les articles homonymes, voir Schauspielhaus (homonymie).
Le Schauspielhaus est une salle de théâtre à Graz.

## Histoire
Après des complications financières prolongées, la construction d'un nouveau bâtiment de théâtre de Graz le 24 octobre 1774 commence. Après une période de construction de moins de deux ans, le nouveau théâtre est inauguré le 9 septembre 1776. C'est un théâtre appartenant à l'Etat, qui est planifié et construit par l'architecte Joseph Hueber.
Johann August Stöger est le directeur du théâtre de 1823 à 1833. Le théâtre récemment rénové brûle dans la matinée de Noël 1823, à l'exception des murs principaux et au milieu, il est reconstruit selon les plans de Peter von Nobile. Jusqu'à fin janvier 1824, la troupe joue au Landhaus et deux théâtres amateurs. Du 29 janvier 1824 au 3 octobre 1825, les représentations ont lieu à l'école d'équitation équestre de Reitschulgasse (aujourd'hui: Mondscheingasse 3), nouveau théâtre temporaire. Le théâtre rouvre le 4 octobre 1825. Compte tenu du risque d'incendie plus faible, l'appareil de Meissner est installé en tant que système de chauffage à air chaud pour l'ensemble du bâtiment. Lors de la soirée d'ouverture, on donne en première partie Styria und die Kunst de Karl Gottfried von Leitner et, en tant que pièce principale, la tragédie (en cinq actes) Weißröschen de Joseph Christian von Zedlitz. L'acteur le plus célèbre de cette ère est Johann Nestroy, qui meurt à Elisabethstraße de Graz.
En 1887, le bâtiment est rebaptisé Stadttheater puis après l'ouverture du nouvel Stadttheater en 1899 Theater am Franzensplatz puis après la Première Guerre mondiale Schauspielhaus Graz.
En 1953, le théâtre est fermé pour des raisons de police. Après des rénovations tout en préservant les fondations historiques et avec une nouvelle construction de la scène, il rouvre en 1964 avec Hamlet, le rôle principal est incarné par Helmuth Lohner. La dernière rénovation majeure de toute la technologie de la scène a lieu pendant les vacances d'été de 1999 et 2000. En plus de la Haus Eins (scène principale) avec 540 sièges, la Haus Zwei (ancienne scène de répétition avec environ 100 sièges) et la Haus Drei (ancien troisième étage avec environ 50 sièges) sont aussi ouvertes.
Au cours des neuf années de l'intendance d'Anna Badora de septembre 2006 à juin 2015, 175 productions sont présentées, dont 111 pièces contemporaines. À la saison 2015-2016, le Schauspielhaus Graz s'engage avec l'European Theatre Convention.

## Architecture
L'immeuble de trois étages présente une façade de style classique tardif avec des arcades à colonnes à deux étages et des masques de comédie et de tragédie en fonte à côté d'une lyre du côté de la Hofgasse. Le côté ouest de la Freiheitsplatz est pourvu d'un frontispice et d'un altan.
Dans le hall d'entrée, les œuvres d'art sont un bloc de métal par Franz Rogler, une tapisserie (1964) à un design de Dina Kerciku et un buste en bronze de Max Mell (1976) par Ilse Glaninger-Balzar. Dans l'escalier, les peintures sont d'Alfred Wickenburg et Rudolf Szyszkowitz.

## Artistes
Les metteurs en scène sont Lily Sykes, Claudia Bauer, Volker Hesse, Helmut Köpping, Bernadette Sonnenbichler, Sandy Lopicic, Stephan Rottkamp, Yael Ronen, Viktor Bodó, Peter Konwitschny, Theu Boermans, Franz Wittenbrink et Elmar Goerden. Des acteurs comme Barbara Petritsch, Margarethe Tiesel, Babett Arens, Johannes Silberschneider, Nikolaus Habjan, Michael Ostrowski, Gerhard Liebmann et Peter Simonischek sont souvent présents.

## Source
- (de) Cet article est partiellement ou en totalité issu de l’article de Wikipédia en allemand intitulé « Schauspielhaus Graz » (voir la liste des auteurs).